# Club Deportivo Anaitasuna
El Club Deportivo Anaitasuna és un equip de futbol basc amb seu a Azkoitia, al País Basc. Fundat l'any 1934, juga a la Divisió d'Honor de Guipúscoa, i celebra els partits a casa al Campo Txerloia que té una capacitat de 1.500 espectadors. El nom de l'equip en basc significa germanor. Els seus màxims rivals són els azpeitians del CD Lagun Onak.

## Història
Després d'haver guanyat el Campeonato de Aficionados (copa nacional d'aficionats) l'any 1973,  el seu període més reeixit va ser als anys 80 quan van formar part de la Tercera Divisió durant tota la dècada. En 1980–81 i 1982–83, el seu sisè lloc a la lliga li va permetre entrar a la Copa del Rei de la temporada següent. Des d'aleshores han jugat majoritàriament a nivell provincial, ascendint com a guanyadors de la lliga guipuscoana quatre vegades (1993, 2001, 2012, 2016)  però retrocedint de seguida en cada ocasió. Van tornar a pujar el 2020,  i també van jugar la Copa del Rei 2020-21, perdent contra el Getafe CF de primera divisió només per penals en el temps de descompte.
El club té seccions juvenils i un equip femení (que va acabar 6è a Espanya l'any 1994–95 ), i també competeix en diversos altres esports.

## Temporada a temporada
| Temporada | Nivell | Divisió | Lloc | Copa del Rei |
| --------- | ------ | ------- | ---- | ------------ |
| 1944–45   | 5      | 2a Reg. | 7è   |              |
| 1945–46   | 4      | 1a Reg. | 3r   |              |
| 1946–47   | 4      | 1a Reg. | 4t   |              |
| 1947–48   | 4      | 1a Reg. | 11è  |              |
| 1948–49   | 4      | 1a Reg. | 12è  |              |
| 1949–50   | 5      | 2a Reg. | 6è   |              |
| 1950–51   | 5      | 2a Reg. | 4t   |              |
| 1951–52   | 4      | 1a Reg. | 4t   |              |
| 1952–53   | 4      | 1a Reg. | 1r   |              |
| 1953–54   | 3      | 3a      | 5è   |              |
| 1954–55   | 3      | 3a      | 8è   |              |
| 1955–56   | 4      | 1a Reg. | 3r   |              |
| 1956–57   | 3      | 3a      | 9è   |              |
| 1957–58   | 3      | 3a      | 12è  |              |
| 1958–59   | 3      | 3a      | 11è  |              |
| 1959–60   | 3      | 3a      | 15è  |              |
| 1960–61   | 4      | 1a Reg. | 3r   |              |
| 1961–62   | 4      | 1a Reg. | 11è  |              |
| 1962–63   | 4      | 1a Reg. | 9è   |              |
| 1963–64   | 4      | 1a Reg. | 9è   |              |

| Temporada | Nivell | Divisió    | Lloc | Copa del Rei |
| --------- | ------ | ---------- | ---- | ------------ |
| 1964–65   | 4      | 1a Reg.    | 13è  |              |
| 1965–66   | DNP    | DNP        | DNP  |              |
| 1966–67   | 4      | 1a Reg.    | 6è   |              |
| 1967–68   | 4      | 1a Reg.    | 3r   |              |
| 1968–69   | 4      | 1a Reg.    | 12è  |              |
| 1969–70   | 4      | 1a Reg.    | 5è   |              |
| 1970–71   | 4      | 1a Reg.    | 5è   |              |
| 1971–72   | 4      | 1a Reg.    | 9è   |              |
| 1972–73   | 4      | 1a Reg.    | 3r   |              |
| 1973–74   | 4      | 1a Reg.    | 13è  |              |
| 1974–75   | 4      | Reg. Pref. | 5è   |              |
| 1975–76   | 4      | Reg. Pref. | 5è   |              |
| 1976–77   | 4      | Reg. Pref. | 4t   |              |
| 1977–78   | 5      | Reg. Pref. | 5è   |              |
| 1978–79   | 5      | Reg. Pref. | 4t   |              |
| 1979–80   | 5      | Reg. Pref. | 4t   |              |
| 1980–81   | 4      | 3a         | 6è   |              |
| 1981–82   | 4      | 3a         | 9è   |              |
| 1982–83   | 4      | 3a         | 6è   |              |
| 1983–84   | 4      | 3a         | 15è  | Segona ronda |

| Temporada | Nivell | Divisió    | Lloc | Copa del Rei |
| --------- | ------ | ---------- | ---- | ------------ |
| 1984–85   | 4      | 3a         | 15è  |              |
| 1985–86   | 4      | 3a         | 15è  |              |
| 1986–87   | 4      | 3a         | 17è  |              |
| 1987–88   | 4      | 3a         | 12è  |              |
| 1988–89   | 4      | 3a         | 12è  |              |
| 1989–90   | 4      | 3a         | 20è  |              |
| 1990–91   | 5      | Reg. Pref. | 6è   |              |
| 1991–92   | 5      | Reg. Pref. | 3r   |              |
| 1992–93   | 5      | Reg. Pref. | 1r   |              |
| 1993–94   | 4      | 3a         | 19è  |              |
| 1994–95   | 5      | Reg. Pref. | 4t   |              |
| 1995–96   | 5      | Reg. Pref. | 7è   |              |
| 1996–97   | 5      | Reg. Pref. | 6è   |              |
| 1997–98   | 5      | Reg. Pref. | 2n   |              |
| 1998–99   | 5      | Reg. Pref. | 4t   |              |
| 1999–2000 | 5      | Reg. Pref. | 6è   |              |
| 2000–01   | 5      | Reg. Pref. | 1r   |              |
| 2001–02   | 4      | 3a         | 19è  |              |
| 2002–03   | 5      | Reg. Pref. | 6è   |              |
| 2003–04   | 5      | Reg. Pref. | 10è  |              |

| Temporada | Nivell | Divisió    | Lloc    | Copa del Rei  |
| --------- | ------ | ---------- | ------- | ------------- |
| 2004–05   | 5      | Reg. Pref. | 14è     |               |
| 2005–06   | 5      | Reg. Pref. | 14è     |               |
| 2006–07   | 5      | Reg. Pref. | 9è      |               |
| 2007–08   | 5      | Reg. Pref. | 12è     |               |
| 2008–09   | 5      | Reg. Pref. | 16è     |               |
| 2009–10   | 6      | Pref.      | 1r      |               |
| 2010–11   | 5      | Div. Hon.  | 5è      |               |
| 2011–12   | 5      | Div. Hon.  | 1r      |               |
| 2012–13   | 4      | 3a         | 20è     |               |
| 2013–14   | 5      | Div. Hon.  | 4t      |               |
| 2014–15   | 5      | Div. Hon.  | 5è      |               |
| 2015–16   | 5      | Div. Hon.  | 2n      |               |
| 2016–17   | 5      | Div. Hon.  | 1r      |               |
| 2017–18   | 4      | 3a         | 18è     |               |
| 2018–19   | 5      | Div. Hon.  | 3r      |               |
| 2019–20   | 5      | Div. Hon.  | 1r      |               |
| 2020–21   | 4      | 3a         | 5è / 1r | Primera ronda |
| 2021–22   | 5      | 3a RFEF    | 10è     |               |
| 2022–23   | 5      | 3a Fed.    | 10è     |               |
| 2023–24   | 5      | 3a Fed.    | 16è     |               |

| Temporada | Nivell | Divisió   | Lloc | Copa del Rei |
| --------- | ------ | --------- | ---- | ------------ |
| 2024–25   | 6      | Div. Hon. |      |              |

- 21 temporades a Tercera Divisió
- 3 temporades a Tercera Federación /Tercera Divisió RFEF